# ホアキン・トゥリーナ
ホアキン・トゥリーナ・ペレス（スペイン語: Joaquín Turina Pérez, 1882年12月9日セビーリャ - 1949年1月14日）は、スペインの作曲家、音楽教師。イタリア系。

## 略歴
郷里とマドリードで音楽を学ぶ。1905年から1914年までパリのスコラ・カントルムに留学し、ヴァンサン・ダンディに作曲を師事するかたわら、モーリツ・モシュコフスキのもとでピアノを学んだ。多くの同胞の作曲家や、親友のファリャと同じように、パリ滞在中に、ドビュッシーやラヴェルのようなフランス印象主義音楽の作曲家の知遇を得た。また、アルベニスからは、フランク楽派の影響を脱して、スペイン人としての自覚をもとに創作活動に取り組むべきだと諭される。
1914年にファリャとともに帰国し、作曲家・音楽教師・音楽評論家として活動を始める。1931年からはマドリッドの王立音楽院で作曲科教授に就任した。第二次世界大戦後の1949年にマドリッドで没した。 

## 作風
トゥリーナの作品の多くは、伝統的なアンダルシアの民俗音楽に影響されている。19世紀末から20世紀初頭のスペインの作曲家が、おおむね特定の創作ジャンルに偏りがちだったのに対して、トゥリーナはほぼすべてのジャンルを走破し、なおかつ教育者や理論的な著作家としても活躍した。創作量の豊穣さでも群を抜いている。非政治的な姿勢から、フランコ政権とも妥協したため、没後はタブー視されたこともあったが、最近では演奏界を中心に、国際的に積極的な再評価が進められつつある。

### 主要作品一覧
- 舞台音楽
  - 2幕の喜歌劇《マルゴー Margot》作品11（台本：グレゴリオ・マルティネス・シエラ）
  - 1幕の歌劇《東方の花園 Jardín de Oriente》作品25（1922年、台本：同上）
- 管弦楽曲
  - ロシオの行列La procesión del Rocío 作品9 (1913年）
  - 幻想的舞曲集 Danzas fantásticas 作品22（1919年-1920年、同名のピアノ組曲の編曲）
  - セビーリャ交響曲 Sinfonía Sevillana 作品23（1920年）
  - 闘牛士の祈り La oración del torero 作品34（弦楽合奏曲。同名のマンドリン四重奏曲からの編曲で弦楽四重奏版あり）
  - ピアノと弦楽オーケストラのための《交響的狂詩曲》 Rapsodia sinfónica 作品66（1934年）
- 室内楽曲
  - 弦楽四重奏曲「ギター風に」 ニ短調 "De la Guittarra" 作品4（1911年）
  - 弦楽四重奏のための《セレナータ》Serenata 作品87（1935年）
  - ピアノ六重奏曲「アンダルシアの情景」 "Scène andalouse" 作品7（1911年）
  - ピアノ五重奏曲 作品1（1907年）
  - ピアノ四重奏曲 イ短調 作品67（1931年）
  - ピアノ三重奏曲 第1番 ニ短調 作品35（1926年）
  - ピアノ三重奏曲 第2番 ロ短調 作品76（1933年）
  - ピアノ三重奏のための幻想曲《環》Circulo. Fantasía para piano, violín y violoncelo.作品91（1942年）
  - ヴァイオリン・ソナタ第1番 ニ短調 作品51（1926年）
  - ヴァイオリン・ソナタ第2番「スペイン風」ト短調 [Sonata española] 作品82（1934年）
  - ヴァイオリンとピアノのための《サンルーカルの娘の詩》El poema de una sanluqueña 作品28（1924年）
  - ヴァイオリンとピアノのための《古典的変奏曲》 Variaciones clásicas 作品72（1932年）
  - ヴァイオリンとピアノのための《ナバラを讃えて》（1945年、作品番号なし）
- ピアノ曲
  - セビーリャ Sevilla 作品2（1908年）
  - 3つのアンダルシア舞曲 Tres danzas andaluzas 作品8（1912年）
  - 絵画風ソナタ《サンルーカル・デ・バラメーダ》 Sanlúcar de Barrameda. Sonata pintoresca 作品24 (1920年）
  - 5つのジプシー風舞曲 第1集 Cinco Danzas Gitanas 作品55 （1930年、ギター版あり）
  - 5つのジプシー風舞曲 第2集 作品84 (1934年）
  - 管弦楽のない協奏曲 Concierto sin orquesta 作品88（1935年）
  - 版画《我が家のテラスにて》 Desde mi terraza. Estampas para piano 作品104（1947年）
- ギター曲
  - セビリャーナ Sevilliana 作品29（1923年）
  - ファンダンギーリョ Fandanguillo 作品36（1925年）
  - 颯（はやて） Ráfaga 作品53（1930年）
  - ソナタ ニ短調 作品61（1932年）
  - タレガ礼讃 Homeneja a Tarrega - Garotin, Soleares 作品69（1932年）
- 歌曲
  - ピアノ伴奏歌曲《カンシオーネス形式による詩曲》Poema en forma de canciones 作品19（1918年、詩：ラモーン・デ・カンポアモル）
  - 連作歌曲集《セビーリャの唄》Canto a Sevilla 作品37（1925年、ピアノ伴奏版および管弦楽伴奏版による。詩：ホセ・ムニョス・サン・ロマーン）
  - 《希望の聖処女に捧げるサエタ、「サルヴェ・レジナ」の形式による》 Saeta, en forma de salve, a la Virgen de la Esperanza 作品60 （ピアノ伴奏版および管弦楽伴奏版による。詩：ホアキン・イ・セラフィン・アルバレス・キンテロ）
  - 声楽とピアノ、弦楽四重奏のための小品集《アンダルシアのムーサたち》 Las musas de Andalucía 作品93（1942年）
- Enciclopedia abreviada de música, マドリッド、1917年
- Tratado de composición musical, マドリッド、1942年-1948年